# (11623) Kagekatu
(11623) Kagekatu (1996 TC10) – planetoida z pasa głównego asteroid okrążająca Słońce w ciągu 3,31 lat w średniej odległości 2,22 j.a. Odkryta 8 października 1996 roku.